# IIHF Continental Cup 2006/07
Der IIHF Continental Cup 2006/07 war die zehnte Austragung des von der Internationalen Eishockey-Föderation IIHF ausgetragenen Wettbewerbs. Am vom 22. September 2006 bis 7. Januar 2007 ausgetragenen Turnier nahmen 19 Mannschaften aus 19 Ländern teil. Die Finalrunde wurde vom 5. bis 7. Januar 2007 im ungarischen Székesfehérvár ausgetragen.
Drei Finalrundenteilnehmer waren gesetzt, der Gastgeber Alba Volán Székesfehérvár sowie Ilves Tampere aus Finnland und der HK Awangard Omsk aus Russland, als Vertreter der am höchsten platzierten Länder nach der IIHF-Weltrangliste 2006, die für das Turnier gemeldet hatte. Der weitere Finalteilnehmer wurden in drei Qualifikationsrunden ermittelt.

## Qualifikation

### Erste Runde
Die Spiele der ersten Runde fanden vom 22. bis zum 24. September 2006 statt. Als Austragungsort für die Gruppe A fungierte die rumänische Hauptstadt Bukarest und in Belgrad wurden die Spiele der Gruppe B ausgetragen. Von den acht gemeldeten Mannschaften konnte jedoch zwei nicht antreten, die daraufhin durch außer Konkurrenz spielende Mannschaften ersetzt wurden. Zudem reiste eine Mannschaft nicht mit dem Minimum von 15 Feldspielern und zwei Torhütern an, wodurch ihre Spiele ebenfalls nicht gewertet wurden.

#### Gruppe A
In der Gruppe A konnte der armenische Vertreter Uratu HC mit seiner Mannschaft aufgrund einer erlittenen Lebensmittelvergiftung nicht an der Veranstaltung teilnehmen. Um den Ausfall zu kompensieren, engagierten die Verantwortlichen die rumänische Mannschaft von CS Progym Gheorgheni für das Turnier. Die Spiele Gheorghenis gingen jedoch nicht in die Turnierwertung ein.
Letztlich setzte sich der Turniergastgeber Steaua Bukarest gegen die beiden verbliebenen Mitstreiter durch und qualifizierte sich für die zweite Runde. Im entscheidenden und letzten Gruppenspiel hatten sie sich gegen den HK Slavija Ljubljana knapp mit 5:4 durchgesetzt. Ljubljana war ebenfalls nachgerückt, nachdem der HK Acroni Jesenice bereits im Vorfeld auf eine Teilnahme verzichtet hatte.
| 22. September 2006 | Akademik Sofia       | 0:9 (0:4, 0:2, 0:3)   | HK Slavija Ljubljana | Mihai-Flamaropol-Arena, Bukarest Zuschauer: |
| 22. September 2006 | Steaua Bukarest      | 11:1* (3:0, 4:1, 4:0) | CS Progym Gheorgheni | Mihai-Flamaropol-Arena, Bukarest Zuschauer: |
| 23. September 2006 | Steaua Bukarest      | 12:0 (4:0, 4:0, 4:0)  | Akademik Sofia       | Mihai-Flamaropol-Arena, Bukarest Zuschauer: |
| 23. September 2006 | HK Slavija Ljubljana | 2:1* (1:0, 1:0, 0:1)  | CS Progym Gheorgheni | Mihai-Flamaropol-Arena, Bukarest Zuschauer: |
| 24. September 2006 | Akademik Sofia       | 1:5* (-:-, -:-, -:-)  | CS Progym Gheorgheni | Mihai-Flamaropol-Arena, Bukarest Zuschauer: |
| 24. September 2006 | Steaua Bukarest      | 5:4 (2:1, 1:1, 2:2)   | HK Slavija Ljubljana | Mihai-Flamaropol-Arena, Bukarest Zuschauer: |

| Pl. |                      | Sp | S | OTS | OTN | N | Tore  | Punkte |
| 1.  | Steaua Bukarest      | 2  | 2 | 0   | 0   | 0 | 17:04 | 6      |
| 2.  | HK Slavija Ljubljana | 2  | 1 | 0   | 0   | 1 | 13:05 | 3      |
| 3.  | Akademik Sofia       | 2  | 0 | 0   | 0   | 2 | 00:21 | 0      |
| 4.  | CS Progym Gheorgheni | –  | – | –   | –   | – | 0–:0– | –      |

#### Gruppe B
Die in Belgrad ausgetragene Gruppe B sah lediglich den Gastgeber HK Partizan Belgrad und Polis Akademisi Ankara um den Einzug in die nächste Runde kämpfen. Der kroatische Klub KHL Medveščak Zagreb reiste nicht mit der IIHF geforderten Mindestanzahl von 15 Spielern und zwei Torhütern an, woraufhin die Spiele nicht in die Wertung einbezogen wurden. Zudem sagte der belgische Vertreter White Caps Turnhout seine Teilnahme ab. Als Ersatz sprang Partizans Lokalrivale HK Roter Stern Belgrad ein, dessen Spiele ebenfalls nicht gewertet wurden.
Somit entwickelte sich das Weiterkommen in der Gruppe B zu einer Farce, da sich im einzig relevanten Spiel des Wochenendes Partizan Belgrad und Ankara gegenüberstanden. Diese völlig ungleiche Partie gewann Partizan mit 20:0.
| 22. September 2006 | HK Roter Stern Belgrad | 5:3* (0:2, 3:1, 2:0)  | KHL Medveščak Zagreb   | Ledena dvorana, Belgrad Zuschauer: |
| 22. September 2006 | HK Partizan Belgrad    | 20:0 (5:0, 9:0, 6:0)  | Polis Akademisi Ankara | Ledena dvorana, Belgrad Zuschauer: |
| 23. September 2006 | KHL Medveščak Zagreb   | 15:3* (4:1, 8:0, 3:2) | Polis Akademisi Ankara | Ledena dvorana, Belgrad Zuschauer: |
| 23. September 2006 | HK Partizan Belgrad    | 7:1* (1:1, 2:0, 4:0)  | HK Roter Stern Belgrad | Ledena dvorana, Belgrad Zuschauer: |
| 24. September 2006 | Polis Akademisi Ankara | 2:10* (0:4, 1:2, 1:4) | HK Roter Stern Belgrad | Ledena dvorana, Belgrad Zuschauer: |
| 24. September 2006 | HK Partizan Belgrad    | 9:2* (3:1, 5:0, 1:1)  | KHL Medveščak Zagreb   | Ledena dvorana, Belgrad Zuschauer: |

| Pl. |                        | Sp | S | OTS | OTN | N | Tore  | Punkte |
| 1.  | HK Partizan Belgrad    | 1  | 1 | 0   | 0   | 0 | 20:0  | 3      |
| 2.  | Polis Akademisi Ankara | 1  | 0 | 0   | 0   | 1 | 00:20 | 0      |
| 3.  | KHL Medveščak Zagreb   | –  | – | –   | –   | – | 0–:0– | –      |
| 4.  | HK Roter Stern Belgrad | –  | – | –   | –   | – | 0–:0– | –      |

### Zweite Runde
Die zweite Runde des Continental Cups wurde vom 13. bis 15. Oktober 2006 in drei Gruppen ausgespielt. Die Spiele der Gruppe C fanden im französischen Rouen statt, die Spiele der Gruppe D in den polnischen Städten Oświęcim und Krakau sowie die Spiele der Gruppe E im litauischen Elektrėnai.
Der Sieger der Gruppe A, Steaua Bukarest, qualifizierte sich zur Teilnahme in der Gruppe D, während der HK Partizan Belgrad an der Austragung der Gruppe E teilnahm.

#### Gruppe C
Die in Rouen ausgespielte Gruppe C sah den EC Red Bull Salzburg die dritte Runde erreichen. Bereits im ersten Turnierspiel, das sich später als das für den Turniersieg entscheidende herausstellen sollte, besiegten die Österreicher SønderjyskE Ishockey aus Dänemark im Penaltyschießen mit 5:4. Dadurch, dass sie auch ihre folgenden beiden Spiele gewannen, war keine andere Mannschaft in der Lage, sie von der Spitzenposition zu verdrängen. Die gastgebenden Dragons de Rouen schnitten als Drittplatzierte enttäuschend ab. Sie konnten lediglich gegen die Nottingham Panthers gewinnen.
| 13. Oktober 2006 16:30 Uhr | SønderjyskE Vojens   | 4:5 n. P. (0:1, 1:1, 3:2, 0:0, 0:1) | EC Red Bull Salzburg | Patinoire L'île Lacroix, Rouen Zuschauer: 500   |
| 13. Oktober 2006 20:00 Uhr | Nottingham Panthers  | 2:6 (0:3, 0:1, 2:2)                 | Dragons de Rouen     | Patinoire L'île Lacroix, Rouen Zuschauer:       |
| 14. Oktober 2006 16:30 Uhr | EC Red Bull Salzburg | 5:2 (3:0, 0:2, 2:0)                 | Nottingham Panthers  | Patinoire L'île Lacroix, Rouen Zuschauer: 932   |
| 14. Oktober 2006 20:00 Uhr | Dragons de Rouen     | 2:5 (1:2, 1:2, 0:1)                 | SønderjyskE Vojens   | Patinoire L'île Lacroix, Rouen Zuschauer: 2.414 |
| 15. Oktober 2006 16:00 Uhr | Nottingham Panthers  | 2:4 (0:1, 0:2, 2:1)                 | SønderjyskE Vojens   | Patinoire L'île Lacroix, Rouen Zuschauer: 724   |
| 15. Oktober 2006 20:00 Uhr | Dragons de Rouen     | 0:6 (0:0, 0:4, 0:2)                 | EC Red Bull Salzburg | Patinoire L'île Lacroix, Rouen Zuschauer: 1.974 |

| Pl. |                      | Sp | S | OTS | OTN | N | Tore  | Punkte |
| 1.  | EC Red Bull Salzburg | 3  | 2 | 1   | 0   | 0 | 16:06 | 8      |
| 2.  | SønderjyskE Ishockey | 3  | 2 | 0   | 1   | 0 | 13:09 | 7      |
| 3.  | Dragons de Rouen     | 3  | 1 | 0   | 0   | 2 | 08:13 | 3      |
| 4.  | Nottingham Panthers  | 3  | 0 | 0   | 0   | 3 | 06:15 | 0      |

#### Gruppe D
Das Turnier der Gruppe D, das an zwei Spielorten ausgetragen wurde, gewann der kasachische Klub HK Kasachmys Satpajew, der ebenso wie Salzburg in der Gruppe C, bereits im ersten Gruppenspiel gegen die Gastgeber aus Krakau den Grundstein für den Turniersieg legte. An den beiden folgenden Turniertagen gewann jeweils beide ihre Spiele und belegten somit die ersten beiden Positionen. Der Qualifikant aus Bukarest belegte den dritten Rang, während CG Puigcerdà aus Spanien ohne Punktgewinn und mit einem Torverhältnis von 3:28 auf dem letzten Platz landete.
| 13. Oktober 2006 | KS Cracovia Krakau    | 2:4 (0:0, 2:2, 0:2)  | HK Kasachmys Satpajew | Zuschauer: |
| 13. Oktober 2006 | CG Puigcerdà          | 1:10 (-:-, -:-, -:-) | Steaua Bukarest       | Zuschauer: |
| 14. Oktober 2006 | HK Kasachmys Satpajew | 4:1 (1:0, 2:1, 1:0)  | Steaua Bukarest       | Zuschauer: |
| 14. Oktober 2006 | KS Cracovia Krakau    | 6:2 (1:0, 1:0, 4:2)  | CG Puigcerdà          | Zuschauer: |
| 15. Oktober 2006 | HK Kasachmys Satpajew | 12:0 (4:0, 8:0, 0:0) | CG Puigcerdà          | Zuschauer: |
| 15. Oktober 2006 | Steaua Bukarest       | 2:6 (1:0, 1:2, 0:4)  | KS Cracovia Krakau    | Zuschauer: |

| Pl. |                       | Sp | S | OTS | OTN | N | Tore  | Punkte |
| 1.  | HK Kasachmys Satpajew | 3  | 3 | 0   | 0   | 0 | 20:03 | 9      |
| 2.  | KS Cracovia Krakau    | 3  | 2 | 0   | 0   | 1 | 14:08 | 6      |
| 3.  | Steaua Bukarest       | 3  | 1 | 0   | 0   | 2 | 13:11 | 3      |
| 4.  | CG Puigcerdà          | 3  | 0 | 0   | 0   | 3 | 03:28 | 0      |

#### Gruppe E
Den dritten freien Platz in der dritten Qualifikationsrunde konnte sich der ukrainische Vertreter HK Sokol Kiew sichern. Sie besiegten zunächst den Qualifikanten HK Partizan Belgrad sowie den Turniergastgeber SC Energija Elektrėnai. Dies tat ihnen an den ersten beiden Spieltagen der HK Riga 2000 nach, wodurch es am letzten Turniertag zum Duell der beiden Teams kam, das gleichzeitig über den Turniersieg entschied. Kiew setzte sich dabei durch ein knappes 3:2 durch.
| 13. Oktober 2006 13:30 Uhr | HK Partizan Belgrad    | 0:11 (0:4, 0:5, 0:2) | HK Sokol Kiew       | Ledo Rumai, Elektrėnai Zuschauer: 830   |
| 13. Oktober 2006 17:00 Uhr | SC Energija Elektrėnai | 3:8 (1:3, 1:2, 1:3)  | HK Riga 2000        | Ledo Rumai, Elektrėnai Zuschauer:       |
| 14. Oktober 2006 13:30 Uhr | HK Riga 2000           | 8:0 (3:0, 2:0, 3:0)  | HK Partizan Belgrad | Ledo Rumai, Elektrėnai Zuschauer: 830   |
| 14. Oktober 2006 17:00 Uhr | SC Energija Elektrėnai | 1:10 (0:5, 0:3, 1:2) | HK Sokol Kiew       | Ledo Rumai, Elektrėnai Zuschauer: 1.700 |
| 15. Oktober 2006 13:00 Uhr | HK Sokol Kiew          | 3:2 (0:1, 1:1, 2:0)  | HK Riga 2000        | Ledo Rumai, Elektrėnai Zuschauer: 1.234 |
| 15. Oktober 2006 16:30 Uhr | SC Energija Elektrėnai | 6:4 (1:2, 3:2, 2:0)  | HK Partizan Belgrad | Ledo Rumai, Elektrėnai Zuschauer: 2.015 |

| Pl. |                        | Sp | S | OTS | OTN | N | Tore  | Punkte |
| 1.  | HK Sokol Kiew          | 3  | 3 | 0   | 0   | 0 | 24:03 | 9      |
| 2.  | HK Riga 2000           | 3  | 2 | 0   | 0   | 1 | 18:06 | 6      |
| 3.  | SC Energija Elektrėnai | 3  | 1 | 0   | 0   | 2 | 10:22 | 3      |
| 4.  | HK Partizan Belgrad    | 3  | 0 | 0   | 0   | 3 | 04:25 | 0      |

### Dritte Runde
Die dritte Runde des Continental Cups fand vom 17. bis 19. November 2006 im belarussischen Minsk statt. Neben dem Gastgeber nahmen die drei Sieger der zweiten Runde am Turnier teil.

#### Gruppe F
In der Vorschlussrunde trafen die drei Qualifikanten der vorangegangenen Runde auf den Gastgeber HK Junost Minsk. An den ersten beiden Spieltagen blieben HK Kasachmys Satpajew und die Gastgeber verlustpunktfrei, wodurch sich erst im abschließenden Gruppenspiel – dem Aufeinandertreffen der beiden unbesiegten Mannschaften – entschied, wer das Super Final erreichen sollte. Mit einem knappen 2:1-Sieg in der Verlängerung setzte sich schließlich Minsk durch und ließ sowohl Satpajew als auch den EC Red Bull Salzburg und HK Sokol Kiew hinter sich.
Insgesamt besuchten 14.200 Zuschauer die sechs Turnierspiele.
| 17. November 2006 15:00 Uhr | HK Kasachmys Satpajew | 6:2 (3:1, 2:1, 1:0)            | HK Sokol Kiew         | Sportpalast, Minsk Zuschauer: 1.800 |
| 17. November 2006 18:30 Uhr | HK Junost Minsk       | 1:0 (1:0, 0:0, 0:0)            | EC Red Bull Salzburg  | Sportpalast, Minsk Zuschauer: 3.300 |
| 18. November 2006 15:00 Uhr | EC Red Bull Salzburg  | 2:7 (1:1, 0:2, 1:4)            | HK Kasachmys Satpajew | Sportpalast, Minsk Zuschauer: 1.200 |
| 18. November 2006 18:30 Uhr | HK Sokol Kiew         | 2:7 (0:0, 1:3, 1:4)            | HK Junost Minsk       | Sportpalast, Minsk Zuschauer: 3.200 |
| 19. November 2006 15:00 Uhr | EC Red Bull Salzburg  | 6:3 (1:1, 2:1, 3:1)            | HK Sokol Kiew         | Sportpalast, Minsk Zuschauer: 1.300 |
| 19. November 2006 18:30 Uhr | HK Junost Minsk       | 2:1 n. V. (0:0, 0:0, 1:1, 1:0) | HK Kasachmys Satpajew | Sportpalast, Minsk Zuschauer: 3.400 |

| Pl. |                       | Sp | S | OTS | OTN | N | Tore  | Punkte |
| 1.  | HK Junost Minsk       | 3  | 2 | 1   | 0   | 0 | 10:03 | 8      |
| 2.  | HK Kasachmys Satpajew | 3  | 2 | 0   | 1   | 0 | 14:06 | 7      |
| 3.  | EC Red Bull Salzburg  | 3  | 1 | 0   | 0   | 2 | 08:11 | 3      |
| 4.  | HK Sokol Kiew         | 3  | 0 | 0   | 0   | 3 | 07:19 | 0      |

## Super Final
Das Super Final fand vom 5. bis 7. Januar 2007 im ungarischen Székesfehérvár statt. Gesetzt waren Alba Volán Székesfehérvár als Gastgeber sowie der finnische Teilnehmer Ilves Tampere und HK Awangard Omsk aus Russland. Omsk hatte mit dem IIHF European Champions Cup erst zwei Jahre zuvor einen Europapokal gewonnen. Zusätzlich war der Sieger der dritten Runde, in Form des belarussischen Meisters HK Junost Minsk, qualifiziert.
Bereits am ersten Turniertag konnte der Qualifikant aus Minsk mit einem 3:2-Sieg über Ilves Tampere für Aufsehen sorgen, während Omsk erwartungsgemäß mit 6:2 gegen Székesfehérvár gewann. Am zweiten Spieltag waren erneut beide Mannschaften siegreich, wodurch es am letzten Tag zum entscheidenden Spiel zwischen Minsk und Omsk kam. Nach torloser regulärer Spielzeit und Verlängerung musste der Turniersieger im Penaltyschießen gefunden werden. Dort sorgte Minsk wie bereits am ersten Spieltag für eine Überraschung und sicherte sich den Continental Cup. Dahinter platzierte sich Omsk auf dem zweiten Platz, während Ilves Tampere und Alba Volán Székesfehérvár die dritte und vierte Position belegten.
Insgesamt besuchten 17.715 Zuschauer die sechs Turnierspiele.

### Gruppe G
| 5. Januar 2007 15:30 Uhr | Ilves Tampere T. Jääskeläinen (33:28) J. Pesonen (36:51)                                                            | 2:3 (0:0, 2:2, 0:1) Spielbericht (PDF; 13 kB)                 | HK Junost Minsk T. Chlubna (28:06) M. Buturlin (29:13) A. Kawaljou (50:43)                                                                   | Eishalle, Székesfehérvár Zuschauer: 2.500 |
| 5. Januar 2007 19:00 Uhr | Alba Volán Székesfehérvár G. Ocskay (36:35) A. Vaszjunyin (48:40)                                                   | 2:6 (0:3, 1:3, 1:0) Spielbericht (PDF; 13 kB)                 | HK Awangard Omsk K. Gorowikow (1:04) A. Kaljuschny (11:00) M. Jakuzenja (13:40) D. Rjabykin (20:35) D. Denissow (25:36) K. Gorowikow (37:59) | Eishalle, Székesfehérvár Zuschauer: 3.500 |
| 6. Januar 2007 15:30 Uhr | Ilves Tampere V. Viitakoski (55:30)                                                                                 | 1:4 (0:2, 0:1, 1:1) Spielbericht (PDF; 12 kB)                 | HK Awangard Omsk A. Kurjanow (17:09) A. Troschtschinski (18:17) W. Jatschmenjow (35:33) K. Gorowikow (58:54)                                 | Eishalle, Székesfehérvár Zuschauer: 1.750 |
| 6. Januar 2007 19:00 Uhr | HK Junost Minsk T. Chlubna (3:43) O. Woschtschenikin (12:35) J. Krywamas (27:48) A. Waukou (40:52) U. Kopaz (47:40) | 5:2 (2:1, 1:0, 2:1) Spielbericht (PDF; 13 kB)                 | Alba Volán Székesfehérvár K. Palkovics (14:42) R. Holéczy (58:21)                                                                            | Eishalle, Székesfehérvár Zuschauer: 3.620 |
| 7. Januar 2007 15:30 Uhr | HK Awangard Omsk | 0:1 n. P. (0:0, 0:0, 0:0, 0:0, 0:1) Spielbericht (PDF; 12 kB) | HK Junost Minsk I. Andrjuschtschenko (PS) | Eishalle, Székesfehérvár Zuschauer: 2.845 |
| 7. Januar 2007 19:00 Uhr | Alba Volán Székesfehérvár C. Kovács (33:21)                                                                         | 1:5 (0:3, 1:0, 0:2) Spielbericht (PDF; 13 kB)                 | Ilves Tampere L. Mattila (10:13) T. Koivisto (12:59) T. Huhtala (18:09) T. Koivisto (52:59) P. Määttänen (57:48)                             | Eishalle, Székesfehérvár Zuschauer: 3.500 |

| Pl. |                           | Sp | S | OTS | OTN | N | Tore  | Punkte |
| 1.  | HK Junost Minsk           | 3  | 2 | 1   | 0   | 0 | 09:04 | 8      |
| 2.  | HK Awangard Omsk          | 3  | 2 | 0   | 1   | 0 | 10:04 | 7      |
| 3.  | Ilves Tampere             | 3  | 1 | 0   | 0   | 2 | 08:08 | 3      |
| 4.  | Alba Volán Székesfehérvár | 3  | 0 | 0   | 0   | 3 | 05:16 | 0      |

## Auszeichnungen
Spielertrophäen
| Auszeichnung         | Spieler              | Team             |
| -------------------- | -------------------- | ---------------- |
| Wertvollster Spieler | Konstantin Gorowikow | HK Awangard Omsk |
| Bester Torhüter      | Pasi Häkkinen        | Ilves Tampere    |
| Bester Verteidiger   | Uladsimir Kopaz      | HK Junost Minsk  |
| Bester Stürmer       | Artjom Tschubarow    | HK Awangard Omsk |
| Bester Jungprofi     | Pasi Tuominen        | Ilves Tampere    |
| Topscorer            | Konstantin Gorowikow | HK Awangard Omsk |

### Siegermannschaft
| IIHF-Continental-Cup-Sieger HK Junost Minsk | Torhüter: Szjapan Haratscheuskich, Edgars Masaļskis Verteidiger: Michail Buturlin, Igor Chazei, Sjarhej Jarkowitsch, Andrej Karau, Uladsimir Kopaz, Jauhen Krywamas, Aleh Ljawonzjeu, Mikalaj Stassenka Angreifer: Igor Andrjuschtschenko, Tomáš Chlubna, Wladislaw Klotschkow, Andrej Kawaljou, Aljaksej Kruzikau, Sjarhej Paklin, Szjapan Panamarou, Miķelis Rēdlihs, Sergei Salnikow, Sjarhej Schytkouski, Arzjom Waukou, Oleg Woschtschenikin Cheftrainer: Michail Sacharau |